# 聖心インターナショナルスクール
聖心インターナショナルスクール（せいしんインターナショナルスクール、International School of the Sacred Heart, ISSH）は、東京都渋谷区広尾にあるカトリック系の女子校インターナショナル・スクール（各種学校）。

## 概要
教育課程は、キンダーガーテン（3歳半から）、ジュニアスクール（グレード1 - 4）、ミドルスクール（グレード5 - 8）、ハイスクール（グレード9 - 12）によって構成されている。キンダーガーテンは男女共学、ジュニアスクール以上は女子のみとなっている。
学校は1910年（明治43年）に開設された聖心女子学院外国人部を起源とし、1948年（昭和23年）に現在の名称で現在地に移転、1953年（昭和28年）に正式な認可を得た。WASC認定校であり、CIS認定校でもある。

## 著名な出身者
- 麻生和子 - 日英協会理事、元総理大臣吉田茂三女
- ジョーン・フォンテイン - 米アカデミー主演賞女優
- 白洲正子（中退） - 随筆家
- 東郷いせ（中退） - 外交官東郷茂徳娘
- 長岡輝子 - 女優、演出家
- 幸田シャーミン - ジャーナリスト、ニュースキャスター、国際連合広報センター東京所長、東京農業大学客員教授
- 奈良橋陽子 - 作詞家、演出家、英語教育家
- 立川珠里亜 - 国際弁護士
- 牧山弘恵 - 政治家、弁護士（アメリカ）
- 国谷裕子 - NHK 『クローズアップ現代』キャスター
- ヒロコ・グレース - タレント
- リサ・ステッグマイヤー - タレント
- シルビア・グラブ - 女優
- ANGELA - モデル、ギャラリスト
- ミリアム・シルババーグ - 歴史学者
- ブレイン・トランプ - 慈善家
- 一本木蛮 - 漫画家
- 稀鳥まりや - 元宝塚歌劇団星組娘役
- 楊淑美 - ミュージカル女優、ボイストレーナー
- 関根麻里 - タレント
- マイコ - 女優
- 川村ティナ - ファッションモデル、女優、タレント
- 目黒ケイ - イラストレーター、グラフィックデザイナー
- 太田エイミー - NHK  Eテレ『おとなの基礎英語』
- 宮澤エマ - タレント
- 内永枝利 - 芸名はジゼル、アイドル、韓国のガールズグループ・aespaのメンバー
- 横井里茉（中退） - 芸名はリマ、アイドル、日本のガールズグループ・NiziUのメンバー